# يان سيميرينك
يان سيميرينك (بالهولندية: Jan Siemerink) مواليد 14 أبريل 1970 في هولندا، هو لاعب كرة مضرب هولندي سابق بدأ مسيرته كمحترف سنة 1989 وكان يلعب باليد اليسرى، اعتزل اللعب في 2002. أعلى تصنيف له في الفردي كان المركز الـ 14 في سنة 1998. سبق أن شارك في دورة الألعاب الأولمبية الصيفية.

## روابط خارجية
- يان سيميرينك على موقع رابطة محترفي التنس (الإنجليزية)
- يان سيميرينك على موقع الاتحاد الدولي لكرة المضرب (الإنجليزية)
- يان سيميرينك على موقع كأس ديفيز (الإنجليزية)
- يان سيميرينك على موقع خلاصة التنس.كوم (الإنجليزية)
- يان سيميرينك على موقع أوليمبيديا (الإنجليزية)